# عام ونهار (مسلسل)
جوج وجوه هو مسلسل مغربي من إخراج أيوب لهنود وبطولة سلوى زرهان وأيوب اليوسفي وعادل أبا تراب وساندية تاج الدين وزهيرة صديق ومريا للواز.

## قصة المسلسل
تدور أحداث المسلسل حول نورا امرأة مطلقة تنشب بينها وبين طليقها العديد من المشاكل والخلافات حول حضانة ابنهما الصغيو، فتتزوج سرًا من يوسف، حب حياتها. يتحد الاثنان في مواجهة تحدٍ كبير: إبقاء زواجهما سرًا لمدة عام ويوم واحد، وهي المدة القانونية التي تحول دون مطالبة طليقها بحضانة ابنها.

## طاقم العمل
الممثلون:
- سلوى زرهان (نورة)
- أيوب اليوسفي (يوسف)
- عادل أبا تراب (رشيد)
- ساندية تاج الدين  (كريمة)
- زهيرة صديق
- مريا للواز (لبنى)
- نبيل المنصوري
- عبد الغني الصناك
- طه بنعيم
- ربيع كليم
- ميلود الحبشي

تأليف 
جواد لحلو
إخراج 
أيوب لهنود
إنتاج 
- عليان للإنتاج (منتج)
- أمين بنجلون (منتج منفذ)
- كريمة العلوي المزيان (مديرة الإنتاج)